# احسانیه (خواجه‌لار)
احسانیه (به ترکی استانبولی: İhsaniye) یک منطقهٔ مسکونی در ترکیه است که در هوجالار واقع شده‌است.